# 1839년
1839년은 화요일로 시작하는 평년이다.

## 연호
- 청(淸) 도광(道光) 19년
- 일본(日本) 덴포(天保) 10년
- 응우옌 왕조(阮朝) 민망(明命) 20년

## 기년
- 류큐(琉球) 쇼이쿠왕(尚育王) 5년
- 청(淸) 선종 도광제(宣宗 道光帝) 19년
- 조선(朝鮮) 헌종(憲宗) 5년
- 응우옌 왕조(阮朝) 명명제(明命帝) 20년

## 사건
- 5월 24일 - 서소문 밖의 형장에서 권득인·김아기·김업이가 참수되었다. 이로서 기해박해가 시작되었다. 기해박해는 1801년 신유박해, 1866년 병인박해 등과 더불어 조선의 천주교 탄압사건 중 하나이다.
- 5월 27일 - 김 바르바라가 옥사하였다.
- 7월 20일 - 김 로사·김 루치아·김성임·김장금의 사형이 집행되었다.
- 8월 19일 - 프랑스 발명가 루이 다게르, 근대 사진술 개발 발표.
- 8월말 ~ 9월초경 - 김 루치아가 순교하였다.
- 9월 3일 - 서소문 밖의 형장에서 권희·김효주가 참수되었다.
- 9월 21일(음력 8월 14일) - 한강변 새남터에서 로랑조제프마리위스 앵베르 주교·피에르 모방 신부·자크 샤스탕 신부가 함께 참수된 후 군문에 효수되었다.
- 9월 22일 - 정약종의 아들 정하상이 순교하였다.
- 9월 26일 - 서소문 밖의 형장에서 김 율리에타·김제준·김효임이 참수되었다.
- 10월 27일 - 고순이가 체포되었다.
- 12월 29일 - 서소문 밖의 형장에서 고순이가 참수되었다.

- 오스만 제국, 탄지마트를 시작함.
- 시암에서 라마 3세의 주문에 의해 ABCFM 인쇄소가 최초로 태국어 활자를 사용해 공문서 "아편 흡입 금지 91839"을 인쇄.[1][2]

## 탄생
- 1월 19일 - 프랑스의 화가 폴 세잔. (~1906년)
- 2월 11일 - 미국의 물리학자, 과학자 조사이어 윌러드 기브스. (~1903년)
- 3월 8일 - 미국의 화학자 제임스 크래프츠. (~1917년)
- 3월 21일 - 러시아의 작곡가 모데스트 무소륵스키. (~1881년)
- 4월 20일 - 루마니아의 초대 국왕 카롤 1세. (~1914년)
- 7월 8일 - 미국의 기업가이자 자선가 존 D. 록펠러. (~1937년)
- 9월 2일 - 미국의 기자, 철학자, 경제학자 헨리 조지. (~1827년)
- 10월 30일 - 영국의 화가 알프레드 시슬레. (~1899년)
- 12월 5일 - 미국의 군인 조지 암스트롱 커스터. (~1876년)
- 12월 22일 - 프랑스의 천문학자 조르주 레이에 (~1906년)

### 미상
- 조선 후기의 관료, 흥선대원군의 사위 조경호.(~1914년)

## 사망
- 5월 30일 - 프랑스의 장군 장앙투안 베르디에. (1767년~)
- 5월 24일
  - 조선의 가톨릭 순교자 권득인. (1805년~)
  - 조선의 가톨릭 순교자 김아기. (1787년~)
  - 조선의 가톨릭 순교자 김업이. (1774년~)
  - 조선의 가톨릭 순교자 남명혁. (1802년~)
  - 조선의 가톨릭 순교자 박아기. (1783년~)
  - 조선의 가톨릭 순교자 박희순 루치아. (1801년~)
- 5월 26일 - 조선의 가톨릭 순교자 장성집. (1786년~)
- 5월 27일 - 조선의 가톨릭 순교자 김 바르바라. (1805년~)
- 7월 20일
  - 조선의 가톨릭 순교자 김 로사. (1784년~)
  - 조선의 가톨릭 순교자 김 루치아. (1818년~)
  - 조선의 가톨릭 순교자 김성임. (1787년~)
  - 조선의 가톨릭 순교자 김장금. (1789년~)
- 9월 3일
  - 조선의 가톨릭 순교자 권희. (1794년~)
  - 조선의 가톨릭 순교자 김효주. (1816년~)
  - 조선의 가톨릭 순교자 박큰아기. (1786년~)
  - 조선의 가톨릭 순교자 박후재. (1799년~)
- 9월 21일
  - 조선의 가톨릭 순교자, 프랑스인 신부 모방 베드로. (1803년~)
  - 조선의 가톨릭 순교자, 프랑스인 신부 자크 샤스탕. (1803년~)
  - 조선의 가톨릭 순교자, 프랑스인 주교 로랑조제프마리위스 앵베르. (1797년~)
- 9월 22일 - 조선의 가톨릭 순교자 정하상. (1795년~)
- 9월 26일
  - 조선의 가톨릭 순교자 김 율리에타. (1784년~)
  - 조선의 가톨릭 순교자 김제준. (1796년~)
  - 조선의 가톨릭 순교자 김효임. (1814년~)
  - 조선의 가톨릭 순교자 남이관. (1780년~)
  - 조선의 가톨릭 순교자 박봉손. (1796년~)
- 10월 31일 - 조선의 가톨릭 최연소 순교자 유대철. (1826년~)
- 11월 23일 - 조선의 가톨릭 순교자 유소사. (1761년~)
- 12월 29일
  - 조선의 가톨릭 순교자 고순이. (1798년~)
  - 조선의 가톨릭 순교자 정정혜. (1797년~)

## 달력
| 1월 |    |    |    |    |    |    |
| 일  | 월 | 화 | 수 | 목 | 금 | 토 |
|     |    | 1  | 2  | 3  | 4  | 5  |
| 6   | 7  | 8  | 9  | 10 | 11 | 12 |
| 13  | 14 | 15 | 16 | 17 | 18 | 19 |
| 20  | 21 | 22 | 23 | 24 | 25 | 26 |
| 27  | 28 | 29 | 30 | 31 |    |    |

| 2월 |    |    |    |    |    |    |
| 일  | 월 | 화 | 수 | 목 | 금 | 토 |
|     |    |    |    |    | 1  | 2  |
| 3   | 4  | 5  | 6  | 7  | 8  | 9  |
| 10  | 11 | 12 | 13 | 14 | 15 | 16 |
| 17  | 18 | 19 | 20 | 21 | 22 | 23 |
| 24  | 25 | 26 | 27 | 28 |    |    |

| 3월 |    |    |    |    |    |    |
| 일  | 월 | 화 | 수 | 목 | 금 | 토 |
|     |    |    |    |    | 1  | 2  |
| 3   | 4  | 5  | 6  | 7  | 8  | 9  |
| 10  | 11 | 12 | 13 | 14 | 15 | 16 |
| 17  | 18 | 19 | 20 | 21 | 22 | 23 |
| 24  | 25 | 26 | 27 | 28 | 29 | 30 |
| 31  |    |    |    |    |    |    |

| 4월 |    |    |    |    |    |    |
| 일  | 월 | 화 | 수 | 목 | 금 | 토 |
|     | 1  | 2  | 3  | 4  | 5  | 6  |
| 7   | 8  | 9  | 10 | 11 | 12 | 13 |
| 14  | 15 | 16 | 17 | 18 | 19 | 20 |
| 21  | 22 | 23 | 24 | 25 | 26 | 27 |
| 28  | 29 | 30 |    |    |    |    |

| 5월 |    |    |    |    |    |    |
| 일  | 월 | 화 | 수 | 목 | 금 | 토 |
|     |    |    | 1  | 2  | 3  | 4  |
| 5   | 6  | 7  | 8  | 9  | 10 | 11 |
| 12  | 13 | 14 | 15 | 16 | 17 | 18 |
| 19  | 20 | 21 | 22 | 23 | 24 | 25 |
| 26  | 27 | 28 | 29 | 30 | 31 |    |

| 6월 |    |    |    |    |    |    |
| 일  | 월 | 화 | 수 | 목 | 금 | 토 |
|     |    |    |    |    |    | 1  |
| 2   | 3  | 4  | 5  | 6  | 7  | 8  |
| 9   | 10 | 11 | 12 | 13 | 14 | 15 |
| 16  | 17 | 18 | 19 | 20 | 21 | 22 |
| 23  | 24 | 25 | 26 | 27 | 28 | 29 |
| 30  |    |    |    |    |    |    |

| 7월 |    |    |    |    |    |    |
| 일  | 월 | 화 | 수 | 목 | 금 | 토 |
|     | 1  | 2  | 3  | 4  | 5  | 6  |
| 7   | 8  | 9  | 10 | 11 | 12 | 13 |
| 14  | 15 | 16 | 17 | 18 | 19 | 20 |
| 21  | 22 | 23 | 24 | 25 | 26 | 27 |
| 28  | 29 | 30 | 31 |    |    |    |

| 8월 |    |    |    |    |    |    |
| 일  | 월 | 화 | 수 | 목 | 금 | 토 |
|     |    |    |    | 1  | 2  | 3  |
| 4   | 5  | 6  | 7  | 8  | 9  | 10 |
| 11  | 12 | 13 | 14 | 15 | 16 | 17 |
| 18  | 19 | 20 | 21 | 22 | 23 | 24 |
| 25  | 26 | 27 | 28 | 29 | 30 | 31 |

| 9월 |    |    |    |    |    |    |
| 일  | 월 | 화 | 수 | 목 | 금 | 토 |
| 1   | 2  | 3  | 4  | 5  | 6  | 7  |
| 8   | 9  | 10 | 11 | 12 | 13 | 14 |
| 15  | 16 | 17 | 18 | 19 | 20 | 21 |
| 22  | 23 | 24 | 25 | 26 | 27 | 28 |
| 29  | 30 |    |    |    |    |    |

| 10월 |    |    |    |    |    |    |
| 일   | 월 | 화 | 수 | 목 | 금 | 토 |
|      |    | 1  | 2  | 3  | 4  | 5  |
| 6    | 7  | 8  | 9  | 10 | 11 | 12 |
| 13   | 14 | 15 | 16 | 17 | 18 | 19 |
| 20   | 21 | 22 | 23 | 24 | 25 | 26 |
| 27   | 28 | 29 | 30 | 31 |    |    |

| 11월 |    |    |    |    |    |    |
| 일   | 월 | 화 | 수 | 목 | 금 | 토 |
|      |    |    |    |    | 1  | 2  |
| 3    | 4  | 5  | 6  | 7  | 8  | 9  |
| 10   | 11 | 12 | 13 | 14 | 15 | 16 |
| 17   | 18 | 19 | 20 | 21 | 22 | 23 |
| 24   | 25 | 26 | 27 | 28 | 29 | 30 |

| 12월 |    |    |    |    |    |    |
| 일   | 월 | 화 | 수 | 목 | 금 | 토 |
| 1    | 2  | 3  | 4  | 5  | 6  | 7  |
| 8    | 9  | 10 | 11 | 12 | 13 | 14 |
| 15   | 16 | 17 | 18 | 19 | 20 | 21 |
| 22   | 23 | 24 | 25 | 26 | 27 | 28 |
| 29   | 30 | 31 |    |    |    |    |

### 음양력 대조 일람
| 음력월 | 월건 | 대소 | 음력 1일의 양력 월일 | 음력 1일 간지 |
| ------ | ---- | ---- | -------------------- | ------------- |
| 1월    | 병인 | 소   | 2월 14일             | 무술          |
| 2월    | 정묘 | 대   | 3월 15일             | 정묘          |
| 3월    | 무진 | 소   | 4월 14일             | 정유          |
| 4월    | 기사 | 소   | 5월 13일             | 병인          |
| 5월    | 경오 | 대   | 6월 11일             | 을미          |
| 6월    | 신미 | 소   | 7월 11일             | 을축          |
| 7월    | 임신 | 대   | 8월 9일              | 갑오          |
| 8월    | 계유 | 소   | 9월 8일              | 갑자          |
| 9월    | 갑술 | 대   | 10월 7일             | 계사          |
| 10월   | 을해 | 대   | 11월 6일             | 계해          |
| 11월   | 병자 | 대   | 12월 6일             | 계사          |
| 12월   | 정축 | 소   | 1840년 1월 5일       | 계해          |